# ازار
ازار، روستایی است از توابع بخش مرزن‌آباد شهرستان چالوس در استان مازندران ایران.

## جمعیت
این روستا در دهستان بیرون‌بشم قرار دارد و براساس سرشماری مرکز آمار ایران در سال ۱۳۸۵، جمعیت آن ۲۰ نفر (۵خانوار) بوده‌است. مردم ازار از قومیت طبری هستند. مردم ازار به زبان طبری با گویش چالوسی سخن می‌گویند.